# Saare (langue)
Pour les articles homonymes, voir Saare.
Le saare est une langue kainji parlée au Nigeria. Elle est proche mais différente du hun.

## Écriture
| a | b | c | d | e | e̱ | g | h | ' | i | j | k | m |
| n | o | o̱ | p | r | s | t | u | u̱ | w | y | z |   |